# Flughafen Leipzig/Halle
Flughafen Leipzig/Halle – stacja kolejowa położona w międzynarodowym porcie lotniczym Lipsk/Halle, w kraju związkowym Saksonia, w Niemczech. Stacja posiada 2 perony.